# Framersheim
Framersheim est une municipalité allemande située dans le land de Rhénanie-Palatinat et l'arrondissement d'Alzey-Worms.

## Histoire
En 1792 Adam Philippe de Custine casser l'administration électoral. Le village de Framersheim, dans le comté de Falkenstein, fut taxé trois fois, et vainement Anton-Joseph Dorsch suppliait Custine d'envoyer les ordres les plus précis aux agents qui levaient les contributions, vainement il dénonçait les « excès innombrables des militaires qui devenaient de jour en jour plus réprébensibles ».

## Source
- (de) Cet article est partiellement ou en totalité issu de l’article de Wikipédia en allemand intitulé « Framersheim » (voir la liste des auteurs).